# Mănăstirea Prilog
Mănăstirea Prilog este o mănăstire greco-catolică cu hramul „Sfinții Mihail și Gavril” din România situată în satul Prilog, județul Satu Mare.